# Rezesskirche

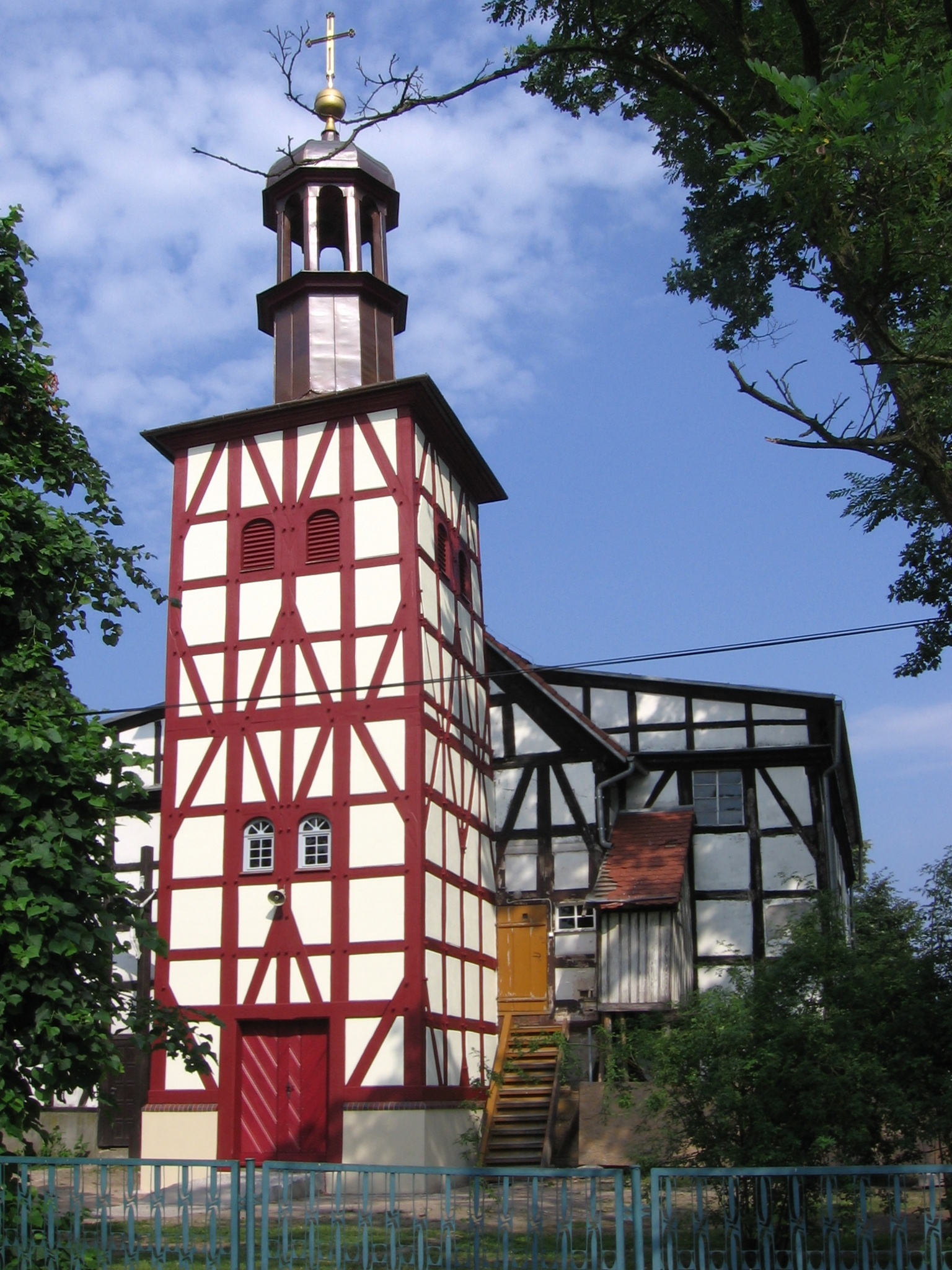
Rezesskirche in Herrnprotsch / Pracze Odrzańskie

Rezesskirchen  waren Gotteshäuser, die durch die große Kirchenreduktion von 1654 bis 1668 in Schlesien von der katholischen Kirche enteignet worden waren und im Rahmen der Altranstädter Konvention von 1707 bis 1709 wieder an die evangelischen Gemeinden zurückgegeben werden mussten.
König Karl XII. war als König von Schweden Garant der Religionsfreiheit in Deutschland und erzwang nach dem Sieg im Nordischen Krieg in der Altranstädter Konvention von 1707 die Rückgabe von Kirchen in den ehemaligen protestantischen schlesischen Fürstentümern.
Durch den Exekutionsrezess von 1709 wurden (von den ehemals etwa 780 enteigneten Kirchen) etwa 125 Kirchen in den Fürstentümern Liegnitz, Brieg, Münsterberg, Oels und in der Stadt und Umgebung von Breslau wieder evangelisch, davon 33 im Fürstentum Liegnitz, 58 im Fürstentum Brieg, 15 im Fürstentum Wohlau, 9 im Fürstentum Münsterberg, 6 im Fürstentum Oels und 4 Breslauer Landkirchen. Für die Gemeinden, die ohne evangelische Kirche geblieben waren, wurden die in der Nähe liegenden Rezesskirchen zu Zufluchtskirchen.
Rezesskirchen waren z. B. die vier Breslauer Landkirchen in Herrnprotsch (Pracze Odrzańskie), Domslau (Domasław), Riemberg (Rościsławice) und Schwoitsch (Swojczyce), sowie die Kirche in Lossen (Łosiów) bei Brieg.